# 체코 사자상
체코 사자상(체코어: Český lev, 영어: Czech Lion Awards)은 체코의 영화, 텔레비전 작품에 대한 상이며, 체코 영화계 최고 권위상으로도 여겨진다.